# Campeonato Africano de Atletismo de 1990
A 7ª edição do Campeonato Africano de Atletismo foi organizado pela Confederação Africana de Atletismo no período de 3 a 6 de agosto de 1990 no Estádio Internacional do Cairo, em Cairo, no Egito. Foram disputadas 41 provas, com a presença de 218 atletas de 23 nacionalidades. 

## Medalhistas

### Masculino
| Evento                  | Ouro                             | Ouro     | Prata                            | Prata    | Bronze                            | Bronze   |
| ----------------------- | -------------------------------- | -------- | -------------------------------- | -------- | --------------------------------- | -------- |
| 100 metros              | Joseph Gikonyo · Quénia          | 10.28    | Abdullahi Tetengi · Nigéria      | 10.36    | Charles-Louis Seck · Senegal      | 10.38    |
| 200 metros              | Joseph Gikonyo · Quénia          | 20.89    | Abdullahi Tetengi · Nigéria      | 21.01    | Sunday Bada · Nigéria             | 21.05    |
| 400 metros              | Samson Kitur · Quénia            | 45.15    | David Kitur · Quénia             | 46.13    | Sunday Bada · Nigéria             | 46.19    |
| 800 metros              | William Tanui · Quénia           | 1:46.80  | Robert Kibet · Quénia            | 1:47.15  | Desta Asgedom · Etiópia           | 1:47.38  |
| 1 500 metros            | Moses Kiptanui · Quénia          | 3:39.51  | Abdelaziz Sahere · Marrocos      | 3:39.53  | David Kibet · Quénia              | 3:41.49  |
| 5 000 metros            | Ezequeil Bitok · Quénia          | 13:33.30 | Andrew Sambu · Tanzânia          | 13:33.90 | Mohamed Issangar · Marrocos       | 13:34.37 |
| 10 000 metros           | Khalid Skah · Marrocos           | 28:31.10 | Andrew Sambu · Tanzânia          | 28:31.50 | Addis Abebe · Etiópia             | 28:34.40 |
| Maratona                | Tesfaye Tafa · Etiópia           | 2:33:38  | Belaye Wolashe · Etiópia         | 2:37:17  | Negash Dube · Etiópia             | 2:49:42  |
| 110 metros barreiras    | Moses Oyiki Orode · Nigéria      | 14.26    | Gideon Yego · Quénia             | 14.39    | Judex Lefou · Maurícia            | 14.42    |
| 400 metros barreiras    | Hamidou Mbaye · Senegal          | 51.10    | Ahmed Abdel Halim Ghanem · Egito | 51.16    | Judex Lefou · Maurícia            | 51.41    |
| 3 000 metros obstáculos | Abdelaziz Sahere · Marrocos      | 8:33.58  | William Mutwol · Quénia          | 8:34.03  | Bizuneh Yai Tura · Etiópia        | 8:56.14  |
| 4×100 metros estafetas  | Nigéria · Nigéria                | 39.85    | Senegal · Senegal                | 40.05    | Costa do Marfim · Costa do Marfim | 40.24    |
| 4×400 metros estafetas  | Nigéria · Nigéria                | 3:04.77  | Marrocos · Marrocos              | 3:05.89  | Quénia · Quénia                   | 3:06.88  |
| 20 km marcha            | Shemsu Hassan · Etiópia          | 1:29:31  | Abdelwahab Ferguène · Argélia    | 1:31:00  | Andrew Eyapan · Quénia            | 1:32:24  |
| Salto em altura         | Othmane Belfaa · Argélia         | 2.16     | Samson Kebenei · Quénia          | 2.13     | Khemraj Naiko · Maurícia          | 2.09     |
| Salto à vara            | Ali Ziouani · Marrocos           | 4.90     | Kersley Gardenne · Maurícia      | 4.70     | Sid Ali Sabour · Argélia          | 4.40     |
| Salto em comprimento    | Ayodele Aladefa · Nigéria        | 7.92     | Badara Mbengue · Senegal         | 7.90     | Amos Rutere · Quénia              | 7.55     |
| Salto triplo            | Toussaint Rabenala · Madagascar  | 16.61    | James Sabulei · Quénia           | 16.06    | Papa Ladji Konaté · Senegal       | 15.81    |
| Lançamento do peso      | Robert Welikhe · Quénia          | 17.57    | Ahmed Kamel Shata · Egito        | 17.36    | Mohamed Ismail Muslem · Egito     | 16.50    |
| Lançamento do disco     | Hassan Ahmed Hamad · Egito       | 55.80    | Dhia Kamel Ahmed · Egito         | 52.74    | Ikechukwu Chika · Nigéria         | 52.50    |
| Lançamento do martelo   | Sherif Farouk El Hennawi · Egito | 69.60    | Hassan Chahine · Marrocos        | 66.98    | Hakim Toumi · Argélia             | 66.34    |
| Lançamento do dardo     | Fidèle Rakotonirina · Madagascar | 69.50    | Pius Bazighe · Nigéria           | 68.80    | Justin Arop · Uganda              | 67.76    |
| Decatlo                 | Abdennacer Moumen · Marrocos     | 6983     | Tommy Ozono · Nigéria            | 6869     | Mourad Mahour Bacha · Argélia     | 6802     |

### Feminino
| Evento                 | Ouro                                 | Ouro     | Prata                      | Prata    | Bronze                              | Bronze   |
| ---------------------- | ------------------------------------ | -------- | -------------------------- | -------- | ----------------------------------- | -------- |
| 100 metros             | Onyinye Chikezie · Nigéria           | 11.56    | Chioma Ajunwa · Nigéria    | 11.63    | Mary Tombiri · Nigéria              | 11.74    |
| 200 metros             | Fatima Yusuf · Nigéria               | 23.19    | Emily Odoemenam · Nigéria  | 23.59    | Helena Amoako · Gana                | 24.36    |
| 400 metros             | Fatima Yusuf · Nigéria               | 50.85    | Charity Opara · Nigéria    | 51.68    | Emily Odoemenam · Nigéria           | 53.3     |
| 800 metros             | Maria de Lurdes Mutola · Moçambique  | 2:13.54  | Edith Nakiyingi · Uganda   | 2:14.00  | Zewde Haile Mariam · Etiópia        | 2:15.14  |
| 1 500 metros           | Maria de Lurdes Mutola · Moçambique  | 4:25.27  | Edith Nakiyingi · Uganda   | 4:25.34  | Margaret Ngotho · Quénia            | 4:27.14  |
| 3 000 metros           | Derartu Tulu · Etiópia               | 9:11.21  | Luchia Yishak · Etiópia    | 9:15.99  | Margaret Ngotho · Quénia            | 9:16.41  |
| 10 000 metros          | Derartu Tulu · Etiópia               | 33:37.82 | Jane Ngotho · Quénia       | 33:39.26 | Tigist Moreda · Etiópia             | 34:24.67 |
| 100 metros barreiras   | Dinah Yankey · Gana                  | 13.55    | Nezha Bidouane · Marrocos  | 13.70    | Mosun Adesina · Nigéria             | 13.85    |
| 400 metros barreiras   | Nezha Bidouane · Marrocos            | 57.17    | Omolade Akinremi · Nigéria | 57.97    | Omotayo Akinremi · Nigéria          | 58.83    |
| 4×100 metros estafetas | Nigéria · Nigéria                    | 45.06    | Gana · Gana                | 45.87    | Egito · Egito                       | 46.79    |
| 4×400 metros estafetas | Nigéria · Nigéria                    | 3:40.04  | Quénia · Quénia            | 3:45.99  | Maurícia · Maurícia                 | 3:46.94  |
| 5 km marcha            | Agnetha Chelimo · Quénia             | 25:45.20 | Méryem Kouch · Marrocos    | 26:36.70 | Amani Mohamed Adel · Egito          | 27:11.60 |
| Salto em altura        | Lucienne N'Da · Costa do Marfim      | 1.80     | Stella Agbaegbu · Nigéria  | 1.77     | Ifeanyi Aduba · Nigéria             | 1.68     |
| Salto em comprimento   | Chioma Ajunwa · Nigéria              | 6.13     | Stella Emefesi · Nigéria   | 5.79     | Nagwa Abd El Hay Riad · Egito       | 5.71     |
| Arremesso de peso      | Hanan Ahmed Khaled · Egito           | 15.21    | Elizabeth Olaba · Quénia   | 14.26    | Fouzia Fatihi · Marrocos            | 14.12    |
| Lançamento do disco    | Zoubida Laayouni · Marrocos          | 53.10    | Hanan Ahmed Khaled · Egito | 49.90    | Elizabeth Olaba · Quénia            | 45.04    |
| Lançamento do dardo    | Seraphina Nyauma · Quénia            | 46.82    | Matilda Kisava · Tanzânia  | 46.44    | Kate Nwani · Nigéria                | 45.44    |
| Heptatlo               | Albertine Koutouan · Costa do Marfim | 5065     | Huda Hashem Ismail · Egito | 4716     | Marie-Lourdes Ally Samba · Maurícia | 4501     |

## Quadro de medalhas
| Ordem | País            | Medalha de ouro | Medalha de prata | Medalha de bronze | Total |
| ----- | --------------- | --------------- | ---------------- | ----------------- | ----- |
| 1     | Nigéria         | 10              | 10               | 9                 | 29    |
| 2     | Quénia          | 9               | 9                | 7                 | 25    |
| 3     | Marrocos        | 6               | 5                | 2                 | 13    |
| 4     | Etiópia         | 4               | 2                | 6                 | 12    |
| 5     | Egito           | 3               | 5                | 4                 | 12    |
| 6     | Costa do Marfim | 2               | 0                | 1                 | 3     |
| 7     | Madagascar      | 2               | 0                | 0                 | 2     |
| 7     | Moçambique      | 2               | 0                | 0                 | 2     |
| 9     | Senegal         | 1               | 2                | 2                 | 5     |
| 10    | Argélia         | 1               | 1                | 3                 | 5     |
| 11    | Gana            | 1               | 1                | 1                 | 3     |
| 12    | Tanzânia        | 0               | 3                | 0                 | 3     |
| 13    | Uganda          | 0               | 2                | 1                 | 3     |
| 14    | Maurícia        | 0               | 1                | 5                 | 6     |

Legenda
| Recorde mundial       | Recorde mundial (World record)               |                       | Recorde africano                      | Recorde africano (African) |                                           | Q | Classificado por posição (Qualified) |
| Recorde do campeonato | Recorde do campeonato (Championship record)  | Recorde da América    | Recorde da América (Americas)         | q                          | Classificado por melhor tempo (Qualified) |   |                                      |
| Melhor marca do ano   | Melhor marca do ano (World leading)          | Recorde asiático      | Recorde asiático (Asian)              | DNS                        | Não largou (Did not start)                |   |                                      |
| Recorde nacional      | Recorde nacional (National record)           | Recorde europeu       | Recorde europeu (European)            | DNF                        | Não terminou (Did not finish)             |   |                                      |
| Recorde pessoal       | Recorde pessoal do atleta (Personal best)    | Recorde da Oceania    | Recorde da Oceania (Oceania)          | DSQ / DQ                   | Desclassificado (Disqualified)            |   |                                      |
| Recorde da temporada  | Recorde da temporada do atleta (Season best) | Recorde sul-americano | Recorde sul-americano (South America) | NM                         | Sem marca (No mark)                       |   |                                      |